# Ondergronds doelwit

De ligging van de Verenigde Staten in Noord-Amerika.

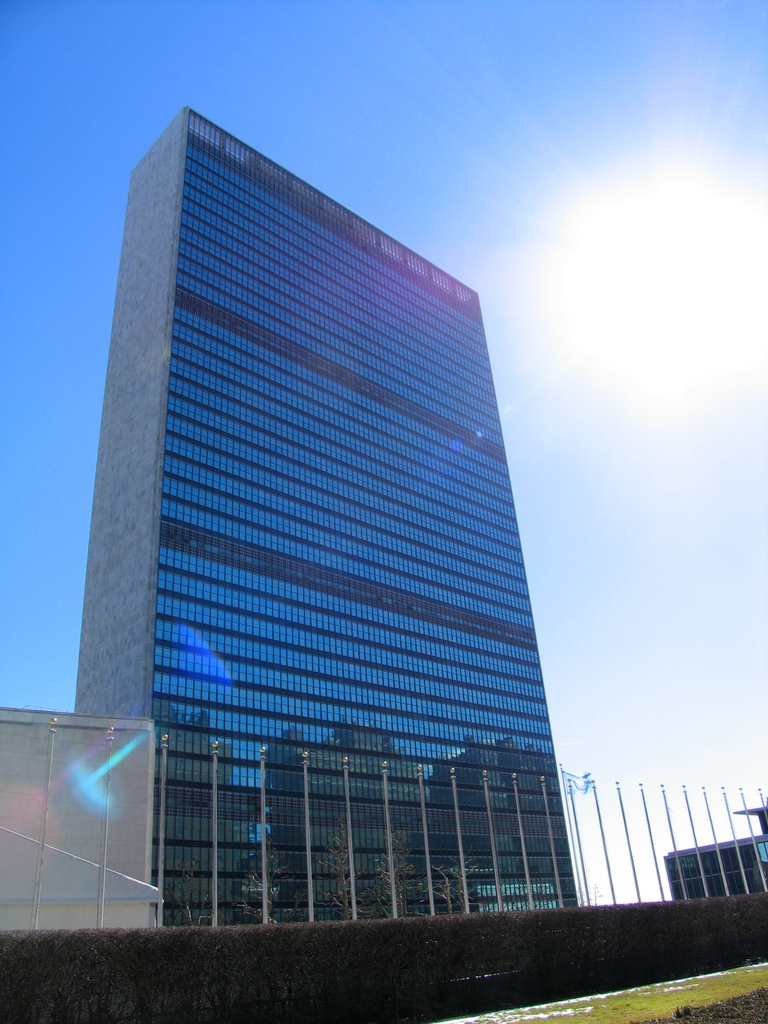
Het hoofdkantoor van de Verenigde Naties te New York op “760 United Nations Plaza”.

Ondergronds doelwit is een spionageroman van auteur Gérard de Villiers en het 84e deel uit de S.A.S.-reeks met als protagonist de Oostenrijkse prins en freelance CIA-agent Malko Linge.

## Het verhaal
De dood van een onbekende man in de straten van Athene lijkt in eerste instantie onbelangrijk maar als deze een Amerikaan blijkt te zijn zet dit een uitvoerig onderzoek naar een mysterieus project in gang.
Dit project is “Plan Nasser”: een grote operatie van de Libische geheime dienst.
Malko vertrekt voor deze opdracht vanuit zijn kasteel naar New York om daar zijn onderzoek naar het project te starten. Hij beschikt slechts over één gegeven: de datum van de aanslag en dit betekent dat hij slechts dertien dagen heeft om het doel van project Nasser te achterhalen.
Alle potentiële verdachten zijn gedetacheerd bij de Verenigde Naties en beschikken hierdoor over een diplomatiek paspoort wat het onderzoek van Malko ernstig belemmert.

## Personages
- Malko Linge, een Oostenrijkse prins en CIA-agent;
- Chris Jones, een CIA-agent en collega van Brabeck;
- Milton Brabeck, een CIA-agent en collega van Jones;
- Inge, een prachtige Duitse;
- Carrie, een covergirl.